# Władysław Tryliński
Władysław Tryliński (ur. 20 czerwca 1878 w Telszach, zm. 6 lutego 1956 w Warszawie) – polski inżynier komunikacji. Od jego nazwiska betonowa płyta w kształcie sześciokąta foremnego nazywana jest trylinką.

## Życiorys
Urodził się 20 czerwca 1878 w Telszach, w rodzinie Antoniego i Agnieszki z Zawadzkich. Ukończył w 1896 Gimnazjum Praskie w Warszawie. Przez rok studiował na wydziale fizyczno-matematycznym uniwersytetu w Petersburgu, w 1902 ukończył Instytut Inżynierów Dróg Komunikacji im. Cara Aleksandra I w Petersburgu. Pracował w Jekaterynburgu przy projektowaniu Kolei Czarnomorskiej, a od 1904 w Wileńskim Okręgu Dróg Komunikacji. Podczas I wojny światowej kierował pracami drogowymi dla wojska w Kiszyniowie i w Pskowie w randze generała (1915–1917). W 1918 był naczelnikiem oddziału technicznego I Korpusu Wschodniego gen. J. Dowbora-Muśnickiego w Bobrujsku. Po odzyskaniu przez Polskę niepodległości na początku lat 20. został dyrektorem Robót Publicznych w Okręgowej Dyrekcji Robót Publicznych województwa warszawskiego, a po reorganizacji naczelnikiem wydziału komunikacyjno-budowlanego w Urzędzie Wojewódzkim Warszawskim. W 1929 razem ze Stefanem Bryłą wsławił się konstrukcją pierwszego w Europie spawanego mostu, który powstał niedaleko Łowicza, nad Słudwią.
W 1933 opatentował technologię układania twardej nawierzchni drogowej z betonowych płyt tzw. trylinek. Jest również wynalazcą żelbetowych podkładów kolejowych. W latach 1925–1936 był prezesem Związku Zawodowego Inżynierów Drogowych.
Po II wojnie światowej pracował w Ministerstwie Komunikacji, m.in. oceniając projekty budowy trasy W-Z i odbudowy warszawskiego węzła kolejowego, a od 1951 do końca życia w Ministerstwie Transportu Drogowego i Lotniczego.
Zmarł w Warszawie. Został pochowany na cmentarzu Powązkowskim (kwatera 141-2-23,24).

## Życie prywatne
Był mężem Beaty z Pieczkowskich (1878–1957), ojcem inżyniera mechanika Władysława Trylińskiego, założyciela i wykładowcy Wydziału Mechaniki Precyzyjnej Politechniki Warszawskiej, oraz Beaty Trylińskiej, inżynierki architektki.

## Ordery i odznaczenia
- Krzyż Oficerski Orderu Odrodzenia Polski (31 grudnia 1923)[6][7]
- Złoty Krzyż Zasługi (5 lipca 1939)[8]

## Patenty
- Nr 18323 Jezdnia drogowa i chodniki z płyt betonowych sześciokątnych. Zgłoszono 14 grudnia 1932 r. Udzielono 24 kwietnia 1933 r.[9]
- Nr 22621 Dwudzielna forma metalowa do wyrobu płyt. Zgłoszono 21 listopada 1934 r. Udzielono 13 stycznia 1936 r.[10]
- Nr 36040 Nawierzchnia kolejowa  Patent zgłoszono 14 maja 1947 r. Udzielono patentu 12 lutego 1953 r. dla Władysław Tryliński seniora, Władysław Tryliński juniora, Beata Trylińskiej i Maria Kusznierewiczowej[3]